# Castrejón de la Peña
Castrejón de la Peña és un municipi de la província de Palència a la comunitat autònoma de Castella i Lleó (Espanya). Inclou els nuclis de Cantoral de la Peña, Cubillo de Castrejón, Loma de Castrejón, Pisón de Castrejón, Recueva de la Peña, Roscales de la Peña, Traspeña de la Peña, Villanueva de la Peña i Boedo de Castrejón.

## Demografia
| 1991 | 1996 | 2001 | 2004 |
| ---- | ---- | ---- | ---- |
| 772  | 659  | 601  | 578  |

## Personatges el·lustres
- Faustino Narganes Quijano (17-2-1948 -). Historiador, escriptor i heraldista nascut a Traspeña de la Peña. Acadèmic de la Institució Tello Téllez de Meneses des d'11 d'abril de 1997.